# Somayya Jabarti
Somayya Jabarti (* um 1970 in Saudi-Arabien) ist eine saudische Journalistin. Sie ist die erste Chefredakteurin Saudi-Arabiens.

## Leben
Jabarti wuchs als Kind in den Vereinigten Staaten auf. Sie studierte an der König-Abdulaziz-Universität in Saudi-Arabien Englisch und Literatur. Nachdem sie bei der englischsprachigen Zeitung Arab News sechs Jahre gearbeitet hatte, wechselte sie 2003 zunächst als stellvertretende Chefredakteurin zur Saudi Gazette, deren Chefredakteurin sie seit Februar 2014 ist.
Ihre Mutter hat als erste Frau Saudi-Arabiens in Mathematik promoviert. Jabarti hat eine Tochter.